# 자바틈새얼굴박쥐
자바틈새얼굴박쥐(Nycteris javanica)는 틈새얼굴박쥐과에 속하는 박쥐의 일종이다. 인도네시아 칸게안 제도와 자와섬(자바섬) 쁘니다섬에서 발견된다. 서티모르에서도 발견된다. 개체수가 감소하고 있다.

## 서식지 및 생태
작은 무리를 지어 동굴과 코코넛 농장, 나무 구멍, 지하 수로 등에서 매달려 생활한다. 주요 위협 요인은 농업이다. 구눙 팡랑오 지역에서 보호되고 있다.